# Lissodema minutum
Lissodema minutum is een keversoort uit de familie platsnuitkevers (Salpingidae). De wetenschappelijke naam van de soort werd in 1895 gepubliceerd door George Lewis.
De soort komt voor in Japan.